# Добуток мір
Добуток мір — задання міри на декартовому добутку двох множин з мірою. Має широке застосування в теорії міри, теорії ймовірностей і функціональному аналізі.

## Побудова
Нехай {\displaystyle (X_{i},\;{\mathcal {F}}_{i},\;\mu _{i}),\;i=1,\;2} — два вимірних простори, а {\displaystyle X_{1}\times X_{2}} — декартовий добуток множин {\displaystyle X_{1}} і {\displaystyle X_{2}}.
{\displaystyle {\mathcal {F}}_{1}\times {\mathcal {F}}_{2}} є сім'єю підмножин {\displaystyle X_{1}\times X_{2}}. Воно не є сигма-алгеброю. Позначимо
{\displaystyle {\mathcal {F}}_{1}\otimes {\mathcal {F}}_{2}=\sigma ({\mathcal {F}}_{1}\times {\mathcal {F}}_{2})}
мінімальну {\displaystyle \sigma }-алгебру, що містить всі множини з {\displaystyle {\mathcal {F}}_{1}\times {\mathcal {F}}_{2}}. Тоді {\displaystyle (X_{1}\times X_{2},\;{\mathcal {F}}_{1}\otimes {\mathcal {F}}_{2})} — вимірний простір. Визначимо на ньому міру {\displaystyle \mu _{1}\otimes \mu _{2}\colon {\mathcal {F}}_{1}\otimes {\mathcal {F}}_{2}\to \mathbb {R} } як:
{\displaystyle \mu _{1}\otimes \mu _{2}(A)=\mu _{1}(A_{1})\cdot \mu _{2}(A_{2}),\quad \forall A=A_{1}\times A_{2}\in {\mathcal {F}}_{1}\times {\mathcal {F}}_{2}.}
{\displaystyle \mu _{1}\otimes \mu _{2}} можна продовжити з {\displaystyle {\mathcal {F}}_{1}\times {\mathcal {F}}_{2}} на {\displaystyle {\mathcal {F}}_{1}\otimes {\mathcal {F}}_{2}}:
{\displaystyle \mu _{1}\otimes \mu _{2}(A)=\int \limits _{X_{2}}\mu _{1}(A_{x_{2}})\,\mu _{2}(dx_{2}),\quad A\in {\mathcal {F}}_{1}\otimes {\mathcal {F}}_{2}}
і
{\displaystyle \mu _{1}\otimes \mu _{2}(A)=\int \limits _{X_{1}}\mu _{2}(A_{x_{1}})\,\mu _{1}(dx_{1}),}
де
{\displaystyle A_{x_{2}}=\{x_{1}\in X_{1}\mid (x_{1},\;x_{2})\in A)\}} — перетин {\displaystyle A} вздовж {\displaystyle x_{2}\in X_{2}}, а
{\displaystyle A_{x_{1}}=\{x_{2}\in X_{2}\mid (x_{1},\;x_{2})\in A)\}} — перетин {\displaystyle A} вздовж {\displaystyle x_{1}\in X_{1}}.
Визначена міра {\displaystyle \mu _{1}\otimes \mu _{2}} називається добутком мір {\displaystyle \mu _{1}} і {\displaystyle \mu _{2}}. Простір з мірою {\displaystyle (X_{1}\times X_{2},\;{\mathcal {F}}_{1}\otimes {\mathcal {F}}_{2},\;\mu _{1}\otimes \mu _{2})} називається (прямим) добутком початкових просторів з мірою.

## Властивості
- Добуток мір завжди визначений коректно для будь-яких вимірних просторів.
- Для просторів з мірою {\displaystyle (X_{i},\;{\mathcal {F}}_{i},\;\mu _{i}),\;i=1,\;2} добуток мір може бути визначеним неоднозначно. Достатньою умовою однозначності добутку мір є сигма-скінченність обох мір.
- Для довільних просторів з мірою однозначно визначений максимальний добуток мір {\displaystyle (\mu _{1}\otimes \mu _{2})_{max}} такий, що якщо значення {\displaystyle (\mu _{1}\otimes \mu _{2})_{max}(A)} є скінченним то для всіх добутків мір їх значення на множині A теж рівне {\displaystyle (\mu _{1}\otimes \mu _{2})_{max}(A).}

## Визначення в теорії ймовірностей
- Якщо {\displaystyle (\Omega _{i},\;{\mathcal {F}}_{i},\;\mathbb {P} _{i}),\;i=1,\;2} — два ймовірнісних простори, то {\displaystyle (\Omega _{1}\times \Omega _{2},\;{\mathcal {F}}_{1}\otimes {\mathcal {F}}_{2},\;\mathbb {P} _{1}\otimes \mathbb {P} _{2})} називається їх добутком.
- Якщо {\displaystyle X,\;Y\colon \Omega \to \mathbb {R} } — випадкові величини, то {\displaystyle \mathbb {P} ^{X},\;\mathbb {P} ^{Y}} — розподіли на {\displaystyle \mathbb {R} } {\displaystyle X} і {\displaystyle Y} відповідно, а {\displaystyle \mathbb {P} ^{X,\;Y}} — розподіл на {\displaystyle \mathbb {R} ^{2}} випадкового вектора {\displaystyle (X,\;Y)^{\top }}. Якщо {\displaystyle X,\;Y} — незалежні, то

{\displaystyle \mathbb {P} ^{X,\;Y}=\mathbb {P} ^{X}\otimes \mathbb {P} ^{Y}.}

## Приклад
- Міра Лебега {\displaystyle m_{n}} на {\displaystyle \mathbb {R} ^{n}} може бути визначена як добуток {\displaystyle n} одновимірних мір Лебега {\displaystyle m_{1}} на {\displaystyle \mathbb {R} }:

{\displaystyle {\mathcal {B}}(\mathbb {R} ^{n})=\bigotimes \limits _{i=1}^{n}{\mathcal {B}}(\mathbb {R} ),}
де {\displaystyle {\mathcal {B}}(X)} позначає борелівську {\displaystyle \sigma }-алгебру на просторі {\displaystyle X}, і
{\displaystyle m_{n}=\bigotimes \limits _{i=1}^{n}m_{1}.}
- Для прикладу добутку просторів з мірою на якому добуток з мірою визначений не єдиним чином нехай {\displaystyle X_{1},X_{2}=[0,1]\subset \mathbb {R} .} На першій множині введемо звичайну міру Лебега, на другій — лічильну міру на сигма-алгебрі всіх підмножин. Тоді двома варіантами добутку мір є: 1. Міра, що кожній множині ставить у відповідність суму усіх її горизонтальних перерізів. 2. Максимальна міра, яка може бути скінченною тільки для множин, що є зліченною сумою множин виду A×B, де або A є множиною лебегової міри нуль або B є одноточковою множиною.

На діагоналі множини {\displaystyle [0,1]\times [0,1]} перша міра рівна 0, а друга — нескінченності.